# Martin Butterfield
Martin Butterfield (* 8. Dezember 1790 in Westmoreland, New Hampshire; † 6. August 1866 in Palmyra, New York) war ein US-amerikanischer Politiker. Zwischen 1859 und 1861 vertrat er den Bundesstaat New York im US-Repräsentantenhaus.

## Werdegang
Martin Butterfield wurde ungefähr sieben Jahre nach dem Ende des Unabhängigkeitskrieges im Cheshire County geboren. Er besuchte Gemeinschaftsschulen. 1828 zog er nach Palmyra im Wayne County. Dort ging er dem Verkauf von Haushaltswaren nach, war aber auch als Hersteller von Seilen und Tauwerk tätig. Bei den Präsidentschaftswahlen des Jahres 1848 trat er als Wahlmann für die Whig Party an. Im selben Jahr ging der Mexikanisch-Amerikanische Krieg zu Ende. 1850 wählte man ihn im 25. Wahlbezirk von New York in den 36. Kongress in Washington, D.C., wo er am 4. März 1859 die Nachfolge von Edwin B. Morgan antrat. Da er auf eine erneute Kandidatur 1860 verzichtete, schied er nach dem 3. März 1861 aus dem Kongress aus. Während seiner Kongresszeit hatte er den Vorsitz im Agrarausschuss. Danach nahm er seine früheren Geschäftsaktivitäten wieder auf. Er verstarb am 6. August 1866 in Palmyra und wurde dann auf dem Dorffriedhof beigesetzt.